# Ковальське (Великопольське воєводство)
Ковальське (пол. Kowalskie, нім. Eichenhof) — село в Польщі, у гміні Победзиська Познанського повіту Великопольського воєводства.
Населення — 147 осіб (2011).
У 1975-1998 роках село належало до Познанського воєводства.

## Демографія
Демографічна структура станом на 31 березня 2011 року:
|          | Загалом | Допрацездатний вік | Працездатний вік | Постпрацездатний вік |
| -------- | ------- | ------------------ | ---------------- | -------------------- |
| Чоловіки | 72      | 17                 | 49               | 6                    |
| Жінки    | 75      | 16                 | 38               | 21                   |
| Разом    | 147     | 33                 | 87               | 27                   |